# The 1975 (album)
Albums de The 1975
IV (en)
(2013) I Like It When You Sleep, for You Are So Beautiful yet So Unaware of It
(2016)
Singles
1. Sex (en)
Sortie : 23 août 2013
2. Girls (en)
Sortie : 11 novembre 2013
3. Settle Down (en)
Sortie : 24 février 2014
4. Robbers (en)
Sortie : 26 mai 2014
5. Heart Out
Sortie : 18 août 2014

The 1975 est le premier album studio du groupe de rock britannique The 1975, sorti le 2 septembre 2013.

## Accueil critique
Sur le site web Metacritic, l'album The 1975 obtient la note de 67/100, moyenne calculée sur la base de dix-sept critiques.

## Liste des pistes
Toutes les chansons sont écrites et composées par George Daniel, Matthew Healy, Adam Hann et Ross MacDonald.
| Édition standard | Édition standard                     | Édition standard | Édition standard | Édition standard | Édition standard | Édition standard | Édition standard | Édition standard | Édition standard |
| No               | Titre                                | Durée            |                  |                  |                  |                  |                  |                  |                  |
| ---------------- | ------------------------------------ | ---------------- | ---------------- | ---------------- | ---------------- | ---------------- | ---------------- | ---------------- | ---------------- |
| 1.               | The 1975                             | 1:19             |                  |                  |                  |                  |                  |                  |                  |
| 2.               | The City (en)                        | 3:26             |                  |                  |                  |                  |                  |                  |                  |
| 3.               | M.O.N.E.Y.                           | 3:36             |                  |                  |                  |                  |                  |                  |                  |
| 4.               | Chocolate (en)                       | 3:47             |                  |                  |                  |                  |                  |                  |                  |
| 5.               | Sex (en)                             | 3:27             |                  |                  |                  |                  |                  |                  |                  |
| 6.               | Talk!                                | 2:47             |                  |                  |                  |                  |                  |                  |                  |
| 7.               | An Encounter                         | 1:14             |                  |                  |                  |                  |                  |                  |                  |
| 8.               | Heart Out                            | 3:22             |                  |                  |                  |                  |                  |                  |                  |
| 9.               | Settle Down (en)                     | 3:59             |                  |                  |                  |                  |                  |                  |                  |
| 10.              | Robbers (en)                         | 4:14             |                  |                  |                  |                  |                  |                  |                  |
| 11.              | Girls (en)                           | 4:14             |                  |                  |                  |                  |                  |                  |                  |
| 12.              | 12                                   | 1:19             |                  |                  |                  |                  |                  |                  |                  |
| 13.              | She Way Out                          | 3:59             |                  |                  |                  |                  |                  |                  |                  |
| 14.              | Menswear                             | 3:26             |                  |                  |                  |                  |                  |                  |                  |
| 15.              | Pressure                             | 3:41             |                  |                  |                  |                  |                  |                  |                  |
| 16.              | Is There Somebody Who Can Watch You? | 2:54             |                  |                  |                  |                  |                  |                  |                  |
| 50:41            |                                      |                  |                  |                  |                  |                  |                  |                  |                  |

## Classements et certifications
| Classement (2013-15)            | Meilleure position |
| ------------------------------- | ------------------ |
| Allemagne (Media Control AG)    | 57                 |
| Australie (ARIA)                | 29                 |
| Autriche (Ö3 Austria Top 40)    | 60                 |
| Belgique (Flandre Ultratop)     | 191                |
| Canada (Canadian Albums)        | 17                 |
| Écosse (OCC)                    | 10                 |
| États-Unis (Billboard 200)      | 28                 |
| États-Unis (Alternative Albums) | 7                  |
| États-Unis (Top Rock Albums)    | 8                  |
| États-Unis (Tastemakers)        | 9                  |
| États-Unis (Vinyl Albums)       | 10                 |
| Irlande (IRMA)                  | 4                  |
| Japon (Oricon)                  | 37                 |
| Nouvelle-Zélande (RIANZ)        | 5                  |
| Pays-Bas (Midprice)             | 44                 |
| Royaume-Uni (UK Albums Chart)   | 1                  |
| Suisse (Schweizer Hitparade)    | 100                |

| Classement (2013)                   | Position |
| ----------------------------------- | -------- |
| Royaume-Uni (UK Albums Chart)       | 64       |
| Classement (2014)                   | Position |
| États-Unis (Billboard 200)          | 141      |
| États-Unis (Top Alternative Albums) | 20       |
| États-Unis (Top Rock Albums)        | 25       |
| Royaume-Uni (UK Albums Chart)       | 33       |
| Classement (2015)                   | Position |
| États-Unis (Top Rock Albums)        | 70       |
| Classement (2016)                   | Position |
| Royaume-Uni (UK Albums Chart)       | 74       |

| Région | Certification | Ventes/Streams |
| --- | ------------- | -------------- |
| Australie (ARIA) | Or            | 35 000^        |
| États-Unis (RIAA) | Platine       | 1 000 000‡     |
| Royaume-Uni (BPI) | 2 × Platine   | 600 000^       |
| *Ventes selon la certification ^Mise en rayon selon la certification xNon précisé par la certification ‡ventes/streaming selon la certification |               |                |